# Огњен Мићовић
Огњен Мићовић српски је глумац. Најпознатији је по улози Животе Вранића у филму Чувари формуле: Ланчана реакција (2023), а осим тога имао је епизодне улоге у неколико домаћих ТВ серија.

## Биографија
Мићовић студира глуму на Академији уметности у Новом Саду, у класи професора Бориса Исаковића. Дебитантску улогу имао је 2015. године у ТВ серији Синђелићи, појавивши се као Цаја у шест епизода. До сада му је најзначајнија улога у филму Чувари формуле: Ланчана реакција (2023) редитеља Драгана Бјелогрлића. У филму тумачи лик Животе Вранића, дипломца физике на ПМФ-у, који је страдао у нуклеарној несрећи на Институту у Винчи.

## Филмографија
| Год.  | Назив                            | Улога         |
| ----- | -------------------------------- | ------------- |
| 2015. | Синђелићи                        | Цаја          |
| 2016. | Santa Maria della Salute         |               |
| 2017. | Комшије                          | друг          |
| 2017. | Сенке над Балканом               | колпортер     |
| 2019. | Ујка — нови хоризонти            | Јова          |
| 2022. | Прича о курвама (кратки)         | Млађа         |
| 2023. | Чувари формуле: Ланчана реакција | Живота Вранић |